# Belgiens Grand Prix 2023
Belgiens Grand Prix 2023 (officielt navn: Formula 1 MSC Cruises Belgian Grand Prix 2023) var et Formel 1-løb, som blev kørt den 30. juli 2023 på Circuit de Spa-Francorchamps i Stavelot, Belgien. Det var det tolvte løb i Formel 1-sæsonen 2023, og det tredje løb i sæsonen, som blev kørt med sprint race-formatet.

## Ræskvalifikation
| Pos.               | Nr. | Kører             | Konstruktør                  | Del 1    | Del 2    | Del 3    | Grid |
| ------------------ | --- | ----------------- | ---------------------------- | -------- | -------- | -------- | ---- |
| 1                  | 1   | Max Verstappen    | Red Bull Racing-Honda RBPT   | 1.58,515 | 1.52,784 | 1.46,168 | 61   |
| 2                  | 16  | Charles Leclerc   | Ferrari                      | 1.58,300 | 1.52,017 | 1.46,988 | 1    |
| 3                  | 11  | Sergio Pérez      | Red Bull Racing-Honda RBPT   | 1.58,899 | 1.52,353 | 1.47,045 | 2    |
| 4                  | 44  | Lewis Hamilton    | Mercedes                     | 1.58,563 | 1.52,345 | 1.47,087 | 3    |
| 5                  | 55  | Carlos Sainz, Jr. | Ferrari                      | 1.58,688 | 1.51,711 | 1.47,152 | 4    |
| 6                  | 81  | Oscar Piastri     | McLaren-Mercedes             | 1.58,872 | 1.51,534 | 1.47,365 | 5    |
| 7                  | 4   | Lando Norris      | McLaren-Mercedes             | 1.59,981 | 1.52,252 | 1.47,669 | 7    |
| 8                  | 63  | George Russell    | Mercedes                     | 1.59,035 | 1.52,605 | 1.47,805 | 8    |
| 9                  | 14  | Fernando Alonso   | Aston Martin Aramco-Mercedes | 1.58,834 | 1.52,751 | 1.47,843 | 9    |
| 10                 | 18  | Lance Stroll      | Aston Martin Aramco-Mercedes | 1.59,663 | 1.52,193 | 1.48,841 | 10   |
| 11                 | 22  | Yuki Tsunoda      | AlphaTauri-Honda RBPT        | 1.59,044 | 1.53,148 | N/A      | 11   |
| 12                 | 10  | Pierre Gasly      | Alpine-Renault               | 1.59,511 | 1.53,671 | N/A      | 12   |
| 13                 | 20  | Kevin Magnussen   | Haas-Ferrari                 | 2.00,020 | 1.54,160 | N/A      | 162  |
| 14                 | 77  | Valtteri Bottas   | Alfa Romeo-Ferrari           | 1.59,484 | 1.54,694 | N/A      | 13   |
| 15                 | 31  | Esteban Ocon      | Alpine-Renault               | 1.59,634 | 1.56,372 | N/A      | 14   |
| 16                 | 23  | Alexander Albon   | Williams-Mercedes            | 2.00,314 | N/A      | N/A      | 15   |
| 17                 | 24  | Zhou Guanyu       | Alfa Romeo-Ferrari           | 2.00,832 | N/A      | N/A      | 17   |
| 18                 | 2   | Logan Sargeant    | Williams-Mercedes            | 2.01,535 | N/A      | N/A      | 18   |
| 19                 | 3   | Daniel Ricciardo  | AlphaTauri-Honda RBPT        | 2.02,159 | N/A      | N/A      | 19   |
| 20                 | 27  | Nico Hülkenberg   | Haas-Ferrari                 | 2.03,166 | N/A      | N/A      | 20   |
| 107%-tid: 2.06,581 |     |                   |                              |          |          |          |      |
| Kilde:             |     |                   |                              |          |          |          |      |

Noter:
↑1 - Max Verstappen blev givet en 5-plads straf for at skulle skifte en del i sin gearkasse.
↑2 - Kevin Magnussen blev givet en 3-plads straf for at køre i vejen for Charles Leclerc under Del 2.

## Sprint race-kvalifikation
| Pos.               | Nr. | Kører             | Konstruktør                  | Del 1     | Del 2     | Del 3    | Grid |
| ------------------ | --- | ----------------- | ---------------------------- | --------- | --------- | -------- | ---- |
| 1                  | 1   | Max Verstappen    | Red Bull Racing-Honda RBPT   | 1.58,135  | 1.55,200  | 1.49,056 | 1    |
| 2                  | 81  | Oscar Piastri     | McLaren-Mercedes             | 2.00,056  | 1.56,392  | 1.49,067 | 2    |
| 3                  | 55  | Carlos Sainz, Jr. | Ferrari                      | 1.59,414  | 1.56,557  | 1.49,081 | 3    |
| 4                  | 16  | Charles Leclerc   | Ferrari                      | 1.59,575  | 1.56,265  | 1.49,251 | 4    |
| 5                  | 4   | Lando Norris      | McLaren-Mercedes             | 2.00,436  | 1.56,828  | 1.49,389 | 5    |
| 6                  | 10  | Pierre Gasly      | Alpine-Renault               | 2.00,032  | 1.56,137  | 1.49,700 | 6    |
| 7                  | 44  | Lewis Hamilton    | Mercedes                     | 1.58,939  | 1.55,823  | 1.49,900 | 7    |
| 8                  | 11  | Sergio Pérez      | Red Bull Racing-Honda RBPT   | 1.59,362  | 1.55,878  | 1.49,961 | 8    |
| 9                  | 31  | Esteban Ocon      | Alpine-Renault               | 1.59,884  | 1.57,051  | 1.50,494 | 9    |
| 10                 | 63  | George Russell    | Mercedes                     | 2.00,475  | 1.57,393  | 1.55,742 | 10   |
| 11                 | 3   | Daniel Ricciardo  | AlphaTauri-Honda RBPT        | 2.00,177  | 1.57,687  | N/A      | 11   |
| 12                 | 23  | Alexander Albon   | Williams-Mercedes            | 1.59,198  | Ingen tid | N/A      | 12   |
| 13                 | 2   | Logan Sargeant    | Williams-Mercedes            | 2.00,031  | Ingen tid | N/A      | 13   |
| 14                 | 18  | Lance Stroll      | Aston Martin Aramco-Mercedes | 2.00,460  | Ingen tid | N/A      | 14   |
| 15                 | 14  | Fernando Alonso   | Aston Martin Aramco-Mercedes | 1.59,038  | Ingen tid | N/A      | 15   |
| 16                 | 22  | Yuki Tsunoda      | AlphaTauri-Honda RBPT        | 2.00,568  | N/A       | N/A      | 16   |
| 17                 | 77  | Valtteri Bottas   | Alfa Romeo-Ferrari           | 2.00,951  | N/A       | N/A      | 17   |
| 18                 | 20  | Kevin Magnussen   | Haas-Ferrari                 | 2.01,079  | N/A       | N/A      | 18   |
| 19                 | 24  | Zhou Guanyu       | Alfa Romeo-Ferrari           | 2.01,430  | N/A       | N/A      | 19   |
| 107%-tid: 2.06,404 |     |                   |                              |           |           |          |      |
| –                  | 27  | Nico Hülkenberg   | Haas-Ferrari                 | Ingen tid | N/A       | N/A      | 20   |
| Kilde:             |     |                   |                              |           |           |          |      |

## Sprint race
| Pos.                                                              | Nr. | Kører             | Konstruktør                  | Omgange | Tid/Udgået | Startpos. | Point |
| ----------------------------------------------------------------- | --- | ----------------- | ---------------------------- | ------- | ---------- | --------- | ----- |
| 1                                                                 | 1   | Max Verstappen    | Red Bull Racing-Honda RBPT   | 11      | 24.58,433  | 1         | 8     |
| 2                                                                 | 81  | Oscar Piastri     | McLaren-Mercedes             | 11      | +6,677     | 2         | 7     |
| 3                                                                 | 10  | Pierre Gasly      | Alpine-Renault               | 11      | +10,733    | 6         | 6     |
| 4                                                                 | 55  | Carlos Sainz, Jr. | Ferrari                      | 11      | +12,648    | 3         | 5     |
| 5                                                                 | 16  | Charles Leclerc   | Ferrari                      | 11      | +15,016    | 4         | 4     |
| 6                                                                 | 4   | Lando Norris      | McLaren-Mercedes             | 11      | +16,052    | 5         | 3     |
| 7                                                                 | 44  | Lewis Hamilton    | Mercedes                     | 11      | +16,7571   | 7         | 2     |
| 8                                                                 | 63  | George Russell    | Mercedes                     | 11      | +16,822    | 10        | 1     |
| 9                                                                 | 31  | Esteban Ocon      | Alpine-Renault               | 11      | +22,410    | 9         |       |
| 10                                                                | 3   | Daniel Ricciardo  | AlphaTauri-Honda RBPT        | 11      | +22,806    | 11        |       |
| 11                                                                | 18  | Lance Stroll      | Aston Martin Aramco-Mercedes | 11      | +25,007    | 14        |       |
| 12                                                                | 23  | Alexander Albon   | Williams-Mercedes            | 11      | +26,303    | 12        |       |
| 13                                                                | 77  | Valtteri Bottas   | Alfa Romeo-Ferrari           | 11      | +27,006    | 17        |       |
| 14                                                                | 20  | Kevin Magnussen   | Haas-Ferrari                 | 11      | +32,986    | 18        |       |
| 15                                                                | 24  | Zhou Guanyu       | Alfa Romeo-Ferrari           | 11      | +36,342    | 19        |       |
| 16                                                                | 2   | Logan Sargeant    | Williams-Mercedes            | 11      | +37,5712   | 13        |       |
| 17                                                                | 27  | Nico Hülkenberg   | Haas-Ferrari                 | 11      | +37,827    | 20        |       |
| 18                                                                | 22  | Yuki Tsunoda      | AlphaTauri-RBPT              | 11      | +39,267    | 16        |       |
| Ret                                                               | 11  | Sergio Pérez      | Red Bull Racing-Honda RBPT   | 8       | Sammenstød | 8         |       |
| Ret                                                               | 14  | Fernando Alonso   | Aston Martin Aramco-Mercedes | 2       | Uheld      | 15        |       |
| Hurtigste omgang: Max Verstappen (Red Bull) - 1.58,943 (omgang 6) |     |                   |                              |         |            |           |       |
| Kilde:                                                            |     |                   |                              |         |            |           |       |

Noter:
↑2 - Lewis Hamilton blev givet en 5-sekunders straf for at være skyld i et sammenstød med Sergio Pérez. Hans slutposition gik som resultat fra 4. til 7. pladsen.
↑2 - Logan Sargeant blev givet en 5-sekunders straf for at køre for hurtigt i pit lane. Hans slutposition gik som resultat fra 14. til 16. pladsen.

## Resultat
| Pos.                                                               | Nr. | Kører             | Konstruktør                  | Omgange | Tid/Udgået  | Startpos. | Point |
| ------------------------------------------------------------------ | --- | ----------------- | ---------------------------- | ------- | ----------- | --------- | ----- |
| 1                                                                  | 1   | Max Verstappen    | Red Bull Racing-Honda RBPT   | 44      | 1:22.30,450 | 6         | 25    |
| 2                                                                  | 11  | Sergio Pérez      | Red Bull Racing-Honda RBPT   | 44      | +22,305     | 2         | 18    |
| 3                                                                  | 16  | Charles Leclerc   | Ferrari                      | 44      | +32,259     | 1         | 15    |
| 4                                                                  | 44  | Lewis Hamilton    | Mercedes                     | 44      | +49,671     | 3         | 131   |
| 5                                                                  | 14  | Fernando Alonso   | Aston Martin Aramco-Mercedes | 44      | +56,184     | 9         | 10    |
| 6                                                                  | 63  | George Russell    | Mercedes                     | 44      | +1.03,101   | 8         | 8     |
| 7                                                                  | 4   | Lando Norris      | McLaren-Mercedes             | 44      | +1.13,719   | 7         | 6     |
| 8                                                                  | 31  | Esteban Ocon      | Alpine-Renault               | 44      | +1.14,719   | 14        | 4     |
| 9                                                                  | 18  | Lance Stroll      | Aston Martin Aramco-Mercedes | 44      | +1.19,340   | 10        | 2     |
| 10                                                                 | 22  | Yuki Tsunoda      | AlphaTauri-RBPT              | 44      | +1.20,221   | 11        | 1     |
| 11                                                                 | 10  | Pierre Gasly      | Alpine-Renault               | 44      | +1.23,084   | 12        |       |
| 12                                                                 | 77  | Valtteri Bottas   | Alfa Romeo-Ferrari           | 44      | 1.25,191    | 13        |       |
| 13                                                                 | 24  | Zhou Guanyu       | Alfa Romeo-Ferrari           | 44      | +1.35,441   | 17        |       |
| 14                                                                 | 23  | Alexander Albon   | Williams-Mercedes            | 44      | +1.36,184   | 15        |       |
| 15                                                                 | 20  | Kevin Magnussen   | Haas-Ferrari                 | 44      | +1.41,754   | 16        |       |
| 16                                                                 | 3   | Daniel Ricciardo  | AlphaTauri-Honda RBPT        | 44      | +1.43,071   | 19        |       |
| 17                                                                 | 2   | Logan Sargeant    | Williams-Mercedes            | 44      | +1.44,476   | 18        |       |
| 18                                                                 | 27  | Nico Hülkenberg   | Haas-Ferrari                 | 44      | +1.50,450   | PL        |       |
| Ret                                                                | 55  | Carlos Sainz, Jr. | Ferrari                      | 23      | Sammenstød  | 4         |       |
| Ret                                                                | 81  | Oscar Piastri     | McLaren-Mercedes             | 0       | Sammenstød  | 5         |       |
| Hurtigste omgang: Lewis Hamilton (Mercedes) - 1.47,305 (omgang 44) |     |                   |                              |         |             |           |       |
| Kilde:                                                             |     |                   |                              |         |             |           |       |

Noter:
↑1 - Inkluderer point for hurtigste omgang.

## Stilling i mesterskaberne efter løbet
| Pos. | Kører           | Point |
| ---- | --------------- | ----- |
| 1    | Max Verstappen  | 314   |
| 2    | Sergio Pérez    | 189   |
| 3    | Fernando Alonso | 149   |
| 4    | Lewis Hamilton  | 148   |
| 5    | Charles Leclerc | 99    |

| Pos. | Konstruktør           | Point |
| ---- | --------------------- | ----- |
| 1    | Red Bull-Honda RBPT   | 503   |
| 2    | Mercedes              | 247   |
| 3    | Aston Martin-Mercedes | 196   |
| 4    | Ferrari               | 191   |
| 5    | McLaren-Mercedes      | 103   |